# Nothopuginae
Sous-famille
Les Nothopuginae sont une sous-famille de solifuges de la famille des Ammotrechidae.

## Distribution
Les espèces de cette sous-famille sont endémiques d'Argentine,.

## Liste des genres
Selon Solifuges of the World (version 1.0) :
- Nothopuga Maury, 1976

et décrits depuis :
- Cuyanopuga Iuri, 2021
- Titanopuga Iuri, 2021

## Systématique et taxinomie
Cette sous-famille a été décrite par Maury en 1976 dans les Ammotrechidae.

## Publication originale
- Maury, 1976 : « Nuevos solifugos Ammotrechidae de la Argentina (Arachnida, Solifugae). » Physis, Section C, vol. 35, no 90, p. 87-104.